# Rue La Boétie
Rue La Boétie är en gata i Quartier de la Madeleine, Quartier du Faubourg-du-Roule och Quartier de l'Europe i Paris åttonde arrondissement. Gatan är uppkallad efter den franske författaren Étienne de La Boétie (1530–1563). Rue La Boétie börjar vid Rue d'Astorg 33 och Place Saint-Augustin 3 och slutar vid Avenue des Champs-Élysées 60.
Konserthuset Salle Gaveau är beläget vid Rue La Boétie 45–47.

## Omgivningar
- Saint-Philippe-du-Roule
- Cathédrale Saint-Alexandre-Nevsky
- Saint-Augustin
- Rue de La Baume

## Bilder
| - Gatuskylt. - Staty föreställande Étienne de La Boétie. - Salle Gaveau. |

## Kommunikationer
- Tunnelbana – linjerna   – Miromesnil
- Busshållplats La Boétie – Percier – Paris bussnät, linjerna 52 93

### Webbkällor
- ”Rue La Boétie”. Mairie de Paris. https://web.archive.org/web/20160303193806/http://www.v2asp.paris.fr/commun/v2asp/v2/nomenclature_voies/Voieactu/5110.nom.htm. Läst 1 september 2022.
- ”Rue La Boétie (8ème arrondissement)”. Les rues de Paris. https://web.archive.org/web/20171024074953/http://www.parisrues.com/rues08/paris-08-rue-la-boetie.html. Läst 1 september 2022.